# Nuxia congesta
Nuxia congesta är en tvåhjärtbladig växtart som beskrevs av Robert Brown. Nuxia congesta ingår i släktet Nuxia och familjen Stilbaceae. Inga underarter finns listade i Catalogue of Life.